# Zalaba
Zalaba és un poble i municipi d'Eslovàquia que es troba a la regió de Nitra, al sud-oest del país.
La primera menció escrita de la vila es remunta al 1434.
La localitat es va annexionar a Hongria després del Primer arbitratge de Viena el 2 de novembre del 1938, quan tenia 339 habitants i formava part del districte de Šahy.

## Demografia
| Godina             | 1994 | 2004   | 2014   | 2024    |
| ------------------ | ---- | ------ | ------ | ------- |
| Nombre de persones | 171  | 167    | 180    | 131     |
| Diferència         |      | −2,33% | +7,78% | −27,22% |

| Godina             | 2023 | 2024   |
| ------------------ | ---- | ------ |
| Nombre de persones | 136  | 131    |
| Diferència         |      | −3,67% |